# Patrick Kluivert
Patrick Stephan Kluivert (* 1. Juli 1976 in Amsterdam, Niederlande) ist ein ehemaliger niederländischer Fußballspieler und heutiger -trainer sowie -funktionär.

## Jugend
Patrick Kluivert wurde am 1. Juli 1976 in Amsterdam geboren. Sein Vater Kenneth stammt aus Suriname und war dort ein bekannter Fußballprofi, Mutter Lidwina stammt von der Karibik-Insel Curaçao. Die Familie war in den 1970er Jahren in die Niederlande eingewandert und hatte sich in Schellingwoude, einem Bezirk in Amsterdam-Noord, niedergelassen. Kluivert hat zwei ältere Geschwister. Als Kind spielte er zunächst für den lokalen Fußballklub ASV Schellingwoude und besuchte mit seinem Vater die Heimspiele von Ajax Amsterdam. 1984 wurde Kluivert in die berühmte Ajax-Jugendakademie aufgenommen, die zu den renommiertesten Talentschmieden Europas zählt und fußballerisch ausgebildet.

## Vereinskarriere
Die Profikarriere begann für Kluivert 1994, als er mit 17 Jahren vom damaligen Coach von Ajax Amsterdam Louis van Gaal in die erste Mannschaft berufen wurde. Für den Jugendlichen war die Umstellung nicht schwer, da die Juniorenteams die gleiche taktische Ausrichtung wie die Profis trainierten. Im Supercupspiel gegen Feyenoord Rotterdam erzielte der Offensivmann gleich sein erstes Tor. Kluivert wurde fortan als Mittelstürmer eingesetzt und führte damit die Tradition der Familie fort, denn bereits Vater und Mutter waren aktive Fußballer und vor allem Angreifer gewesen.
Angesichts des herausragenden Talents des jungen Spielers verwundert es nicht, dass er bereits früh große Erfolge mit Ajax Amsterdam verzeichnen konnte. Er gewann dort zweimal die niederländische Meisterschaft und zweimal den niederländischen Supercup. Sein größter Erfolg bei Ajax Amsterdam war der Gewinn der Champions League 1995. Patrick Kluivert erzielte dabei beim 1:0-Sieg im Finale über die AC Mailand das Tor des Tages. Im Anschluss an den Gewinn der Champions League gewann er mit Ajax auch noch den Europäischen Supercup und den Weltpokal. Er erzielte für Amsterdam in 70 Ligaspielen 39 Tore.
1997 wechselte er zur AC Mailand in die Serie A. Dort kam Kluivert allerdings überhaupt nicht zurecht und wechselte nach nur einer Saison und sechs Toren in 27 Einsätzen für 20 Millionen Euro zum FC Barcelona. Bei den Katalanen etablierte sich Kluivert unter seinem früheren Trainer Louis van Gaal schnell und gewann in der ersten Saison in Spanien direkt die Meisterschaft. Es sollte jedoch der einzige „große“ Titel in einer persönlich sehr erfolgreichen Zeit in Barcelona bleiben. In sechs Jahren gelangen Kluivert für die Katalanen in 182 Spielen 90 Tore.
Im Sommer 2004 ging er schließlich ablösefrei in die Premier League zu Newcastle United. Im Juni 2005 erfolgte der ebenfalls ablösefreie Wechsel zurück nach Spanien zum FC Valencia. Nach nur 190 Spielminuten in der Saison 2005/2006 unterzog sich Kluivert in seiner Heimat einer Knieoperation, da er seit seinem Wechsel nach Spanien von Blessuren geplagt wurde. Im Februar 2006 teilte die Vereinsführung des FC Valencia mit, dass Kluivert für acht Wochen pausieren müsse.
Da er in der Vergangenheit des Öfteren durch nächtliche Eskapaden Schlagzeilen machte, fand sich in seinem Vertrag eine besondere Klausel: sollte der Spieler sich dreimal unerlaubt nach Mitternacht in einer Diskothek o. ä. aufhalten, hätte der Verein FC Valencia das Recht, den Vertrag mit dem Spieler aufzulösen. Nach nur 202 gespielten Minuten in Valencia wurde 2006 sein Vertrag mit Valencia aufgelöst. Anschließend wechselte er zurück in die Niederlande zur PSV Eindhoven. 2007 gewann er mit der PSV erneut die niederländische Meisterschaft. Der Vertrag mit dem von Verletzungen geplagten Kluivert wurde danach nicht verlängert.
Am 30. August 2007 unterschrieb er beim französischen Klub OSC Lille einen Ein-Jahres-Vertrag.
Nach 13 Spielen und vier Toren für den OSC Lille beendete Kluivert im Juli 2008 frühzeitig seine aktive Karriere. Anschließend absolvierte er beim KNVB den Kursus zum Coach betaald voetbal (Profifußball-Trainer); im Dezember 2009 erhielt er diesen Trainerschein.

## Nationalmannschaft
In der niederländischen Nationalmannschaft war Kluivert mit 40 Toren aus 79 Einsätzen bis zum 11. Oktober 2013 Rekordtorjäger und wurde dann von Robin van Persie übertroffen, der beim 8:1 gegen Ungarn seine Länderspieltore Nummer 39, 40 und 41 erzielte.
Seine Leistung wurde jedoch nur durch wenige Erfolge gekrönt. Bei der Europameisterschaft 1996 schied man im Viertelfinale aus. Zwei Jahre später, bei der WM 1998 in Frankreich, zeigte sich die niederländische Mannschaft deutlich verbessert und drang bis ins Halbfinale vor. Dort allerdings musste man sich nach dem Elfmeterschießen Brasilien geschlagen geben. Für Kluivert begann die WM-Endrunde 1998 mit einem negativen Erlebnis. Im ersten Vorrundenspiel gegen Belgien wurde er vom Platz gestellt. Dafür gelang ihm im Viertelfinale gegen Argentinien und im Halbfinale gegen Brasilien jeweils ein Treffer.
Das letzte große Highlight setzte der niederländische Angreifer bei der Europameisterschaft 2000 im eigenen Land. Im Viertelfinalspiel gegen Jugoslawien schoss Kluivert den Gegner beim 6:1 mit drei Treffern fast im Alleingang ab. Er wurde mit fünf Treffern zum Torschützenkönig der EM. Die Niederlande schied jedoch nach einem denkwürdigen Halbfinalspiel gegen Italien aus. Dabei vergab Kluivert während der regulären Spielzeit einen Strafstoß und traf im Elfmeterschießen als einziger Spieler seines Teams.
Bei der Europameisterschaft 2004 kam er als einziger niederländischer Feldspieler in keinem Spiel zum Einsatz. Zur WM 2006 fuhren die Niederlande ohne Patrick Kluivert. Der Teamchef Marco van Basten verzichtete auf Kluivert, da dieser wegen langer Verletzungspausen kaum Spielpraxis hatte.

## Karriere als Trainer und Funktionär
Nachdem Kluivert in der Saison 2010/11 dem Trainerstab von NEC Nijmegen angehört hatte, übernahm er zur Saison 2011/12 beim FC Twente Enschede das Amt als Trainer der zweiten Mannschaft Jong FC Twente. In den ersten drei Spielen unter seiner Ägide siegte das Team dreimal, darunter 4:0 bei Jong Ajax, und erzielte dabei 15 Treffer bei nur einem Gegentor. Am Ende der Saison gewann Kluivert mit seiner Mannschaft die Meisterschaft in der Nachwuchsrunde. Das entscheidende Match, ein 2:1-Sieg am drittletzten Spieltag gegen Jong FC Groningen, fand im Stadion De Grolsch Veste vor 15.000 Zuschauern statt.
Im August 2012 wurde Kluivert neben Danny Blind Co-Trainer des neuen niederländischen Nationaltrainers Louis van Gaal; diese Tätigkeit übte er bis 2014 neben seiner Trainerfunktion beim FC Twente aus. Er nahm als Co-Trainer an der Fußball-Weltmeisterschaft 2014 in Brasilien teil, bei der die Niederlande den 3. Platz erreichten.
Von März 2015 bis Juni 2016 war Kluivert als Supervisor Teamchef der Nationalmannschaft von Curaçao, dem Heimatland seiner Mutter. Er führte das Team in den ersten Wochen seiner Tätigkeit in die dritte Runde der Qualifikation für die WM 2018. Nach dem Ende seiner Zeit als Nationaltrainer von Curaçao war Patrick Kluivert Sportdirektor von Paris Saint-Germain. Am 25. Juli 2019 wurde er eine Woche nach seiner Entlassung als Co-Trainer der kamerunischen Nationalmannschaft zum neuen Leiter der Nachwuchsabteilung des FC Barcelona ernannt.
Aufgrund einer COVID-19-Erkrankung von Guus Hiddink übergab dieser, für die im Juni 2021 stattgefundenen WM-Qualifikationsspiele, den Posten des Nationaltrainers Curaçaos übergangsweise an Kluivert.
Im Juli 2023 übernahm er den türkischen Erstligisten Adana Demirspor. Bereits Anfang Dezember 2023 wurde er auf Tabellenplatz 5 liegend entlassen, nachdem aus den vorangegangenen sechs Spielen nur ein Sieg gelungen war.
Seit Januar 2025 ist er Trainer der Indonesischen Fußballnationalmannschaft, nachdem er einen Zweijahresvertrag unterschrieb.

## Erfolge/Titel
Mit seinen Vereinen 
- Weltpokalsieger: 1995
- UEFA-Super-Cup-Sieger: 1995
- Niederländischer Supercupsieger: 1995
- UEFA-Champions-League-Sieger: 1994/95
- Niederländischer Meister: 1994/95, 1995/96, 1996/97
- Spanischer Meister: 1998/99

 Individuelle Erfolge/Ehrungen 
- Bester Nachwuchsspieler Europas: 1995
- All-Star-Team der Europameisterschaft: 2000
- Bester Torschütze der Europameisterschaft: 2000

 Als Trainer 
- Meister der Nachwuchsrunde mit Jong FC Twente: 2012

## Karrierestatistik
| Verein           | Liga             | Saison          | Liga   | Liga | Nat. Pokal | Nat. Pokal | Europapokal | Europapokal | Andere | Andere | Gesamt | Gesamt |
| Verein           | Liga             | Saison          | Spiele | Tore | Spiele     | Tore       | Spiele      | Tore        | Spiele | Tore   | Spiele | Tore   |
| ---------------- | ---------------- | --------------- | ------ | ---- | ---------- | ---------- | ----------- | ----------- | ------ | ------ | ------ | ------ |
| Ajax Amsterdam   | Eredivisie       | 1994/95         | 25     | 18   | 2          | 1          | 10          | 2           | -      | -      | 37     | 21     |
| Ajax Amsterdam   | Eredivisie       | 1995/96         | 28     | 15   | 2          | 1          | 8           | 5           | -      | -      | 38     | 21     |
| Ajax Amsterdam   | Eredivisie       | 1996/97         | 17     | 6    | 1          | 0          | 4           | 2           | -      | -      | 22     | 8      |
| Gesamt           | Gesamt           | Gesamt          | 70     | 39   | 5          | 2          | 22          | 9           | -      | -      | 97     | 50     |
| AC Mailand       | Serie A          | 1997/98         | 27     | 6    | 6          | 3          | -           | -           | -      | -      | 33     | 9      |
| Gesamt           | Gesamt           | Gesamt          | 27     | 6    | 6          | 3          | -           | -           | -      | -      | 33     | 9      |
| FC Barcelona     | Primera División | 1998/99         | 35     | 15   | 3          | 1          | -           | -           | -      | -      | 38     | 16     |
| FC Barcelona     | Primera División | 1999/00         | 26     | 15   | 2          | 1          | 14          | 7           | -      | -      | 42     | 23     |
| FC Barcelona     | Primera División | 2000/01         | 31     | 18   | 5          | 2          | 12          | 5           | -      | -      | 48     | 25     |
| FC Barcelona     | Primera División | 2001/02         | 33     | 18   | -          | -          | 17          | 7           | -      | -      | 50     | 25     |
| FC Barcelona     | Primera División | 2002/03         | 36     | 16   | -          | -          | 15          | 5           | -      | -      | 51     | 21     |
| FC Barcelona     | Primera División | 2003/04         | 21     | 8    | 2          | 0          | 3           | 2           | -      | -      | 26     | 10     |
| Gesamt           | Gesamt           | Gesamt          | 182    | 90   | 12         | 4          | 61          | 26          | -      | -      | 255    | 120    |
| Newcastle United | Premier League   | 2004/05         | 25     | 6    | 6          | 2          | 6           | 5           | -      | -      | 37     | 13     |
| Gesamt           | Gesamt           | Gesamt          | 25     | 6    | 6          | 2          | 6           | 5           | -      | -      | 37     | 13     |
| FC Valencia      | Primera División | 2005/06         | 10     | 1    | 1          | 0          | -           | -           | -      | -      | 11     | 1      |
| Gesamt           | Gesamt           | Gesamt          | 10     | 1    | 1          | 0          | -           | -           | -      | -      | 11     | 1      |
| PSV Eindhoven    | Eredivisie       | 2006/07         | 16     | 3    | 2          | 0          | 3           | 0           | -      | -      | 21     | 3      |
| Gesamt           | Gesamt           | Gesamt          | 16     | 3    | 2          | 0          | 3           | 0           | -      | -      | 21     | 3      |
| OSC Lille        | Ligue 1          | 2007/08         | 13     | 4    | 1          | 0          | -           | -           | -      | -      | 14     | 4      |
| Gesamt           | Gesamt           | Gesamt          | 13     | 4    | 1          | 0          | -           | -           | -      | -      | 14     | 4      |
| Karriere Gesamt  | Karriere Gesamt  | Karriere Gesamt | 343    | 149  | 33         | 11         | 92          | 40          | -      | -      | 468    | 200    |

## Privatleben
Kluivert war von 2000 bis 2006 verheiratet, aus der Ehe gingen drei Söhne hervor. Mit seiner späteren Lebensgefährtin hat er einen weiteren Sohn. Seine Söhne Quincy (* 1997), Justin (* 1999), Ruben (* 2001) und Shane (* 2007), der der Halbbruder der vorher genannten ist, schafften es allesamt ebenfalls in den professionellen Fußball wie einst ihr Vater. Patrick Kluiverts zweitältester Sohn Justin vertrat auch schon die Niederlande auf internationaler Bühne.
1996 wurde Kluivert wegen eines am 9. September 1995 verursachten tödlichen Autounfalls zu einer Bewährungsstrafe verurteilt. Zudem wurde er 1997 wegen versuchter Vergewaltigung angeklagt, das Verfahren wurde letztlich aufgrund von Mangel an Beweisen eingestellt.